# Emmy Kristine Guttulsrud Kristiansen
Emmy Kristine Guttulsrud Kristiansen (Holmestrand, Noruega; 13 de setembro de 2000), conhecida simplesmente como Emmy, é uma cantora e compositora norueguesa. Representou a Irlanda no Festival Eurovisão da Canção de 2025 com a canção «Laika Party».

## Biografia
Emmy é natural da aldeia de Sande, no município de Holmestrand, na Noruega. Quando era criança, cantava num coro. Depois de seu irmão mais velho, Erlend, já ter participado no programa de música juvenil «MGPjr», transmitido pela NRK em 2011, ela também participou no mesmo show em 2015. A cantora competiu com 14 anos de idade com uma canção intitulada «Aiaiaiai».
Em 2021, Emmy participou no Melodi Grand Prix de 2021, a ronda preliminar norueguesa para o Festival Eurovisão da Canção. Qualificou-se para a final com a canção «Witch Woods» na 3.ª semi-final. Na final, não conseguiu ficar entre as quatro melhores candidaturas.
Em janeiro de 2025, foi anunciada como participante no «Late Late Show Eurosong Special», a ronda preliminar irlandesa para o Festival Eurovisão da Cançâo de 2025. A 7 de fevereiro de 2025, foi escolhida para representar a Irlanda no Festival Eurovisão da Canção 2025 com a canção «Laika Party», escrita em colaboração com um compositor irlandês. Foi escolhida pela combinação dos votos do público, de um júri internacional e de um júri nacional.

## Discografia

### Singles
- 2015 – Aiaiaiai
- 2016 – Bjørnar
- 2016 – Frightened of Lightning
- 2018 – Jeg ser at du har ringt
- 2019 – The Little Boy
- 2019 – Er det du som har tatt den?
- 2020 – Gunnar
- 2020 – If Only
- 2021 – Witch Woods
- 2021 – Collection
- 2021 – Brilleskille (com Ole Hartz)
- 2021 – Some Say
- 2022 – Venus (Why Don’t We Run)
- 2022 – Juliet
- 2022 – Dear Sandman
- 2022 – Dear Santa
- 2023 – Just a Ghost
- 2023 – DotA (com J.O.X)
- 2023 – She
- 2023 – Haunting You
- 2024 – Vil ha dig (com Unge Lama)
- 2024 – Lose My Love
- 2024 – Dancing Alone
- 2024 – Om du var min (com J.O.X)
- 2024 – Ain’t Nobody (com Braaten)
- 2024 – The Hanging Tree (com Braaheim & Ilyaa)
- 2024 – Boten Anna (com J.O.X & Hubbe)
- 2024 – Behind Blue Eyes (com Braaheim & Ilyaa)
- 2024 – Say You Love Me (com Braaheim & Ilyaa)
- 2024 – Lie to Me
- 2024 – Monster
- 2024 – Left Outside Alone
- 2025 – Mom Is Home (com K-391 & Nick Strand)
- 2025 – Laika Party